# Cimaskara
Cimaskara is een bestuurslaag in het regentschap Cianjur van de provincie West-Java, Indonesië. Cimaskara telt 3882 inwoners (volkstelling 2010).